# Patrick Dempsey
Patrick Galen Dempsey (Lewiston, 13 de Janeiro de 1966) é um ator norte-americano e piloto de corridas, mais conhecido seu papel como o neurocirurgião Derek "McDreamy" Shepherd em Grey's Anatomy. Ele teve sucesso precoce como ator, estrelando vários filmes na década de 1980, incluindo Can't Buy Me Love (1987) e Loverboy (1989). Na década de 1990, ele apareceu principalmente em papéis menores no cinema, como Outbreak (1995) e televisão. Dempsey também esteve em Scream 3 (2000), onde desempenhou o papel do detetive Mark Kincaid. Ele foi bem sucedido em conseguir um papel principal em Sweet Home Alabama (2002), um sucesso de bilheteria surpresa. Desde então, ele estrelou outros filmes, incluindo Brother Bear 2 (2006), Enchanted (2007), Made of Honor (2008), Valentine's Day (2010), Flypaper (2011), Freedom Writers (2007), Transformers: Dark of the Moon (2011) e Bridget Jones's Baby (2016).
Dempsey, que mantém uma coleção de carros esportivos e antigos, também gosta de corridas de automóveis em seu tempo livre. Ele competiu em eventos profissionais como as 24 Horas de Le Mans, Rolex 24 at Daytona na corrida de carros esportivos Daytona e Ensenada SCORE Baja 1000 Off-road. Antes das 24 Horas de Le Mans de 2013, Dempsey declarou que "se afastaria" da atuação se pudesse e se dedicaria em tempo integral ao automobilismo.

## Início de vida
Dempsey nasceu em Lewiston, Maine, e cresceu nas cidades vizinhas de Turner e Buckfield. Ele tem duas irmãs mais velhas e um meio-irmão, Shane Wray. Sua mãe, Amanda (nascida Casson), era secretária escolar, e seu pai, William, era vendedor de seguros.
Ele freqüentou a Buckfield High School e a St. Dominic Regional High School, e depois de se mudar para Houston frequentou a Willowridge High School.
Em sua juventude, Dempsey participou de competições de malabarismo. Em 1981, conquistou o segundo lugar no Campeonato International Jugglers' Association na categoria Juniores, logo atrás de Anthony Gatto, considerado o melhor malabarista técnico de todos os tempos.
Dempsey foi diagnosticado com dislexia aos 12 anos. Ele disse a Barbara Walters em seu especial do Oscar de 2008 que ele acha que a dislexia fez dele o que ele é hoje. "Isso me deu uma perspectiva de - você precisa continuar trabalhando", disse Dempseu a Walters. "Eu nunca desisti."

## Carreira de ator

### Início de carreira
Um convite para uma audição para o papel na produção teatral de Torch Song Trilogy levou à descoberta de Patrick Dempsey como ator. Sua audição foi bem sucessidade e ele passou os quatro meses seguinte em turnê com a empresa na Filadélfia. Ele seguiu isso com outra turnê, Brighton Beach Memoirs, no papel principal, que foi dirigido por Gene Saks. Dempsey também fez aparições notáveis nas produções teatrais de On Golden Pond, com a Maine Acting Company, e como Timmy (o papel de Martin Sheen) em um reviva off-Broadway de 1990 de  The Subject Was Roses, co-estrelado por John Mahoney e Dana Ivey no Roundabout Theatre em Nova Iorque.
O primeiro grande papel de Dempsey no cinema foi aos 21 anos com Beverly D'Angelo no filme In the Mood, a história real da Segunda Guerra Mundial sobre Ellsworth Wisecarver, cujos relacionamentos com mulheres casadas mais velhas criaram um alvoroço nacional. Ele então co-estrelou a terceira parte da comédica clássica Meatballs III: Summer Job, ao lado de Sally Kellerman em 1987. Isto foi seguido pela comédia adolescente Can't Buy Me Love em 1987 com a atriz Amanda Peterson e Some Girls com Jennifer Connelly em 1988. Em 1989, Dempsey tevem o papel principal nos filmes Loverboy com a atriz Kirstie Alley e Happy Together com a atriz Helen Slater.

### 1990 e 2000
Dempsey fez várias aparições na televisão na década de 1990; ele foi escalado várias vezes em pilotos que não foram escolhidos para uma temporada completa, incluindo papéis principais nas versões de TV dos filmes The Player e About a Boy. Ele recebeu boas críticas, no entanto, como ele retratou o chefe da máfia da vida real, Meyer Lansky em 1991, quando Mobsters foi colocado na tela. Seu primeiro grande papel na televisão foi uma passagem de três episódios como namorado esportivo de Will Truman em Will & Grace. Ele apareceu em quatro episódios de Once and Again como Aaron Brooks, o esquisofrênico irmão de Lilty (Sela Ward). Dempsey recebeu uma indicação ao Emmy em 2001 como Melhor Ator Convidado em Série Dramática pelo papel de Aaron. Em 1993, ele interpretou um jovem John F. Kennedy na minissérie de TV de duas partes JFK: Reckless Youth. Em 2000, ele interpretou o detetive Kincaid em Scream 3.
Dempsey teve um papel de destaque como o noivo do personagem de Reese Witherspoon em Sweet Home Alabama (2002). Em 2004, ele co-estrelou a aclamada produção da HBO Iron Jawed Angels, ao lado de Hilary Swank e Anjelica Huston. Ele também apareceu como ator convidado especial em The Practice para sua temporada final de três episódios (8x13-8x15).

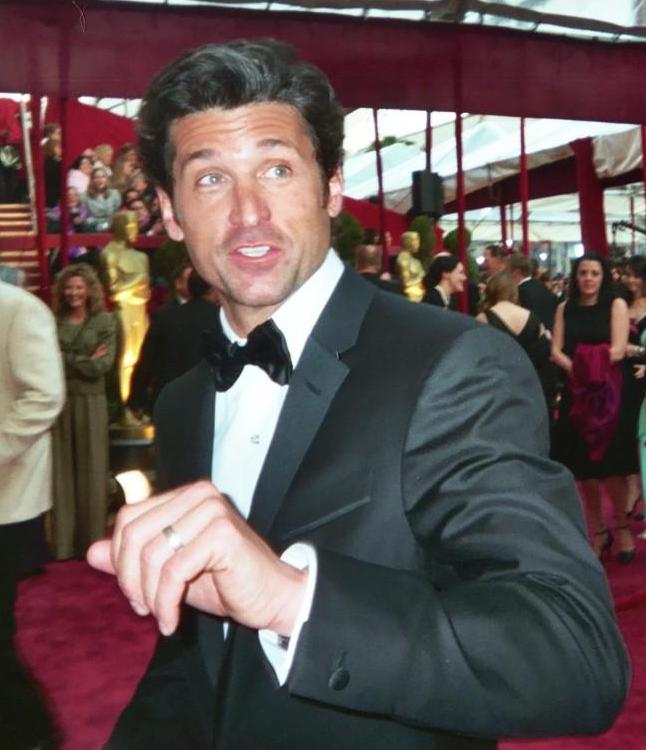
Dempsey no 80º Oscar

Em 2007, Dempsey estrelou o filme da Disney Enchanted e o filme Freedom Writers da Paramount Pictures, onde se reuniu com sua co-estrela de Iron Jawed Angels, Hilary Swank. Ele também dublou o personagem Kenai na sequência de Brother Bear, Brother Bear 2, substituindo Joaquin Phoenix. Os papéis mais recentes de Dempsey incluem o filme de 2008 Made of Honor como Tom, e a comédia romântica de 2010 Valentine's Day; o último filme segue cinco histórias interligadas sobre Los Angelinos antecipando (ou em alguns casos temendo) o feriado do amor.
A Universal Pictures adquiriu os direitos do romance premiado The Art of Racing in the Rain em julho de 2009, para Dempsey estrelar. O filme estrlou Milo Ventimiglia. Ele estrelou como Dylan Gould em Transformers: Dark of the Moon (2011).

### Grey's Anatomy
Dempsey recebeu atenção pública significativa por seu papel como Dr. Derek Christopher Shepherd (McDreamy) no drama Grey's Anatomy ao lado de Ellen Pompeo. Antes de conseguir o papel, Dempsey fez o teste para o papel do Dr. Chase em outro programa médico, House. Ele também apareceu em dois episódios do spinoff de Grey's, Private Practice, interpretando o mesmo personagem do Dr. Shepherd. A relação que seu personagem teve com Meredith Grey (Ellen Pompeo) na tela recebeu muitos elogios e reações positivas.
Em janeiro de 2014, ele assinou um contrato de dois anos para permanecer Grey's Anatomy, então em sua décima temporada, que garantiria sua participação para potenciais 11ª e 12ª temporadas.
Dempsey foi indicado para Melhor Performance de Ator em Série de Televisão-Drama no Globo de Ouro de 2006 pelo papel. Seu sucesso no pragrama o levou a se tornar um porta-voz da Mazda e da State Farm Insurance. BuddyTV o classificou em primeiro lugar em sua lista dos "Homens Mais Sexy da TV de 2011".
Em novembro de 2020, Dempsey apareceu como Derek Shepherd no início da 17ª temporada da série pela primeira vez desde que o personagem morreu em abril de 2015.

### Trabalho adicional
Após sua saída de Grey's Anatomy, Dempsey estava trabalhando em dois projetos de tela pequenos: um drama The Limit para SundanceTV e um trhiller de espionagem chamado Fodors. Ele disse: 
| “ | Eu adoraria fazer outra coisa. Vou tirar o resto do ano para desenvolver. Eu gostaria de ser um produtor. Eu me comprometeria com uma série de 10 ou 12 episódios. Mas 24 de novo, não sei se faria isso. É uma vida muito dura. É financeiramente recompensador, mas chega a um ponto em que quanto é suficiente, realmente ? Estou me concentrando agora em desenvolver e competir e ser um pai para meus filhos. | ” |

Em 2016, Dempsey estrlou o filme da Universal Studios, Bridget Jones's Baby, com Renée Zellweger e Colin Firth, e em 2018 ele apareceu na minissérie de televisão Epix, The Truth About the Harry Quebert Affair.
Em 4 de fevereiro de 2020, Dempsey assinou contrato para estrelar como protagonista de um piloto de drama político da CBS, Ways & Means, onde ele interpretaria um líder do Congresso. Inicialmente planejado para ser considerado para a temporada de televisões de 2020-21, o piloto foi levado em consideração para a temporada seguinte devido à pandemia do COVID-19. A CBS finalmente repassou o piloto finalizado em maio de 2021. Em janeiro de 2021, foi anunciado que Dempsey reprisaria seu papel na sequência de Enchanted, Disenchanted, pragramada para começar a produção na primavera daquele ano.

## Automobilismo

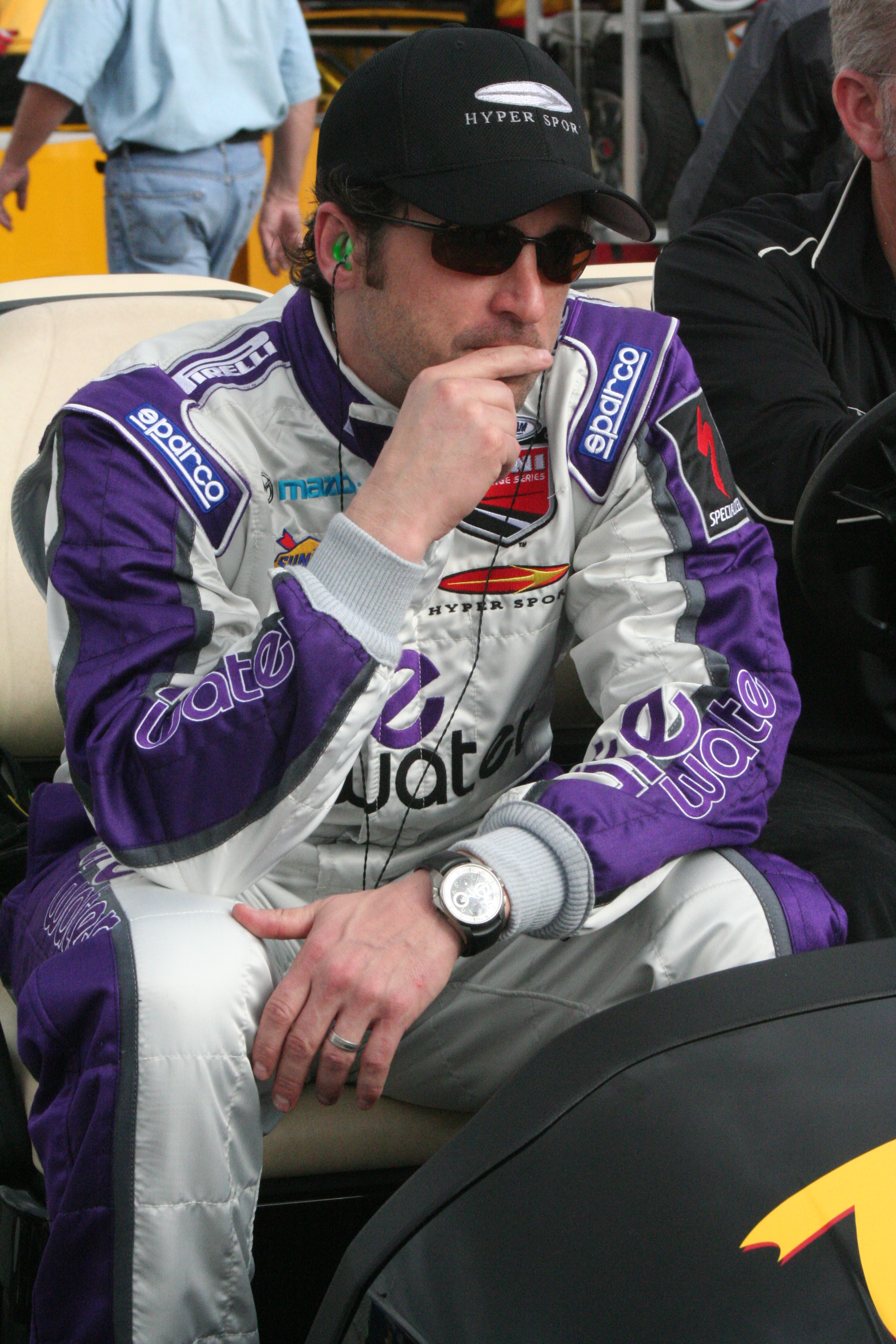
Dempsey na Rolex 24 Hours of Daytona

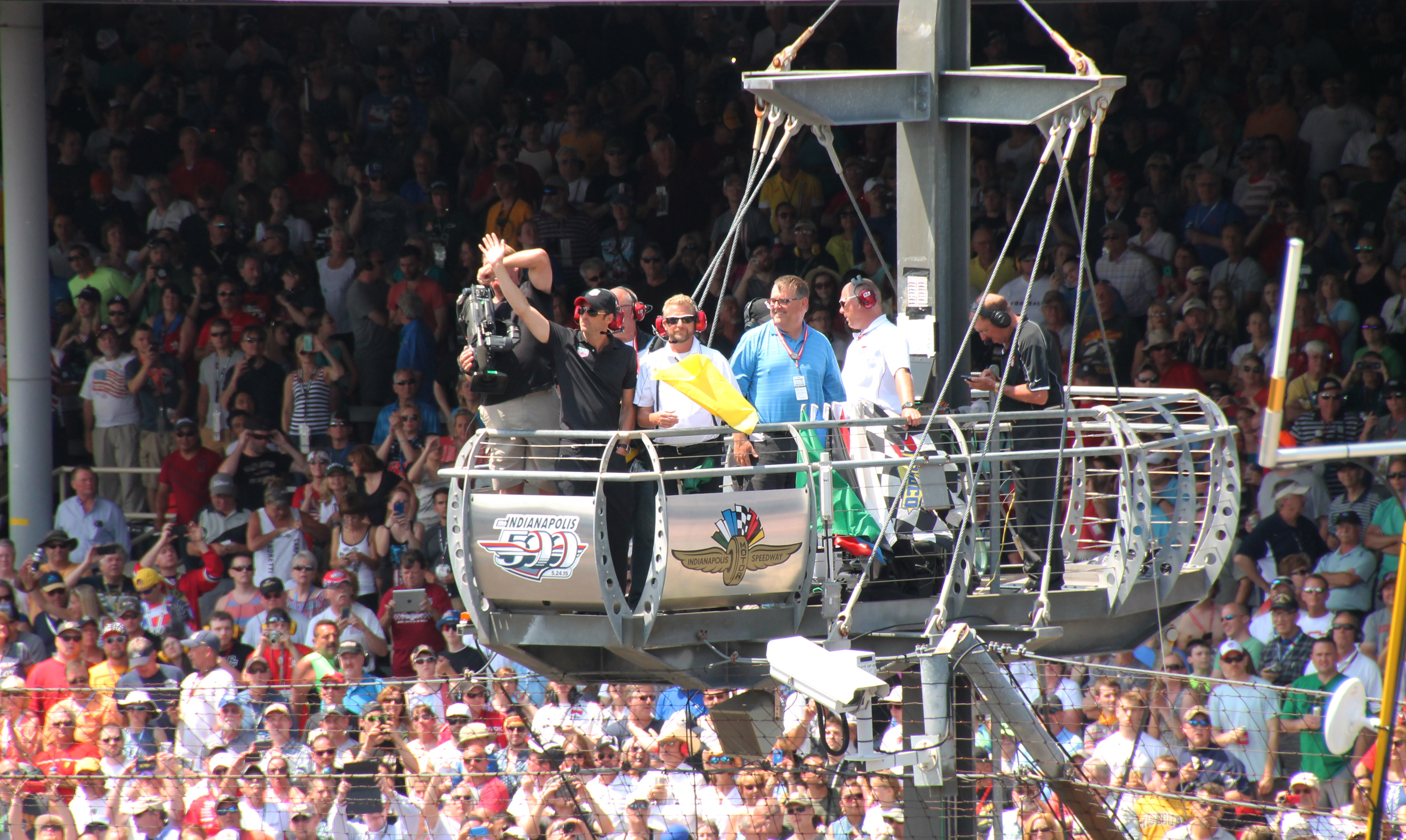
Dempsey acena para a multidão nas 500 Milhas de Indianápolis de 2015, onde atuou como titular honorário

Em 2014, Dempsey disse à Reuters no paddock de apoio de Hockenheimring no Grande Prêmio da Alemanha que o automobilismo não era apenas um hobby, e se tornou parte de quem ele é como ator. Ele disse: "Isso consome tudo de várias maneiras. Eu não poderia imaginar não correr agora. Isso realmente me mantém motivado. É tudo em que penso diariamente."

Dempsey, que mantém uma extensa coleção de carros esportivos e antigos, gosta de corridas de automóveis em seu tempo livre há vários anos. Antes das 24 Horas de Le Mans em 2013, ele disse que gostaria de competir em tempo integral, dizendo ao Eurosport:
Eu gostaria de fazer disso [o automobilismo] uma prioridade completa e focar apenas nisso em tempo integral. Se eu pudesse simplesmente deixar de atuar, acho que poderia fazer isso com muita facilidade, e apenas concentrar na direção, eu adoraria isso mais do que qualquer outra coisa.
Ele competiu em prestigiados eventos profissionais como as 24 Horas de Le Mans, Rolex 24 at Daytona na corrida de carros esportivos e a corrida off-road Tecate SCORE Baja 1000. Ele era co-proprietário da equipe Vision Racing IndyCar Series e atual proprietário da Dempsey Racing, que atualmente está competindo com dois Porsche 911 GT America na Tudor United Sports Car Series. Ele participou desta série com a frequência que sua agenda permitica, embora as restrições do seguro o impedisse de dirigir competitivamente enquanto também filmava um filme. Em 2009, ele correu um Team Seattle Advandced Engineering Ferrari F430 GT nas 24 Horas de Le Mans de 2009 GT2 e terminou em nono na classe.
Dempsey anunciou que correria o Rolex 24 at Daytona junto com outras corridas ao longo da temporada em um Mazda RX-8.
Dempsey terminou a corrida em terceiro lugar na casse GT do Rolex 24 em Daytone. Em 2012, Dempset competiu no Grand-Am Continental Tire Sports Car Challenge ao voltando de um Aston Martin Racing - Multimatic Motorsports Aston Martin Vantage GT4, que, após cinco temporadas de corrida de sucesso na Europa, faria sua estreia nas pistas americanas. Ele formou a equipe Dempsey Racing para competir na American Le Mans Series. A equipe colocou em campo um Oreca FLM09 em tempo integral na classe Prototype Challenge, bem como um cupê Lola B12/80 na classe Prototype 2 de Laguna Seca em diante.
Depois de estrear nas 24 Horas de Le Mans de 2009, Dempsey retornou à França quantro anos depois e competiu em um Porsche 911 GT3 RSR nas 24 Horas de Le Mans de 2013. Dempset e seus co-pilotos terminaram em 29º na geral e em quatro na classe.
Dizendo à Porsche Newsroom: "Não há muitas mudanças no meu trabalho na TV, mas tudo muda constantemente no automobilismo - cada volta, cada curva e cada momento."
Em 2015, Dempset se concentrou em participar do Campeonato Mundial de Endurance da FIA com sua própria equipe Dempsey Racing-Proton na classe GTE-Am em um Porsche 911 GT3 RSR, em parceria com Patrick Long e Marco Seefried.

## Recordes de corrida

### Resumo da corrida
| Temporada | Série                                                           | Equipe                               | Corridas | Vitórias | Poles | F/Voltas | Pódios | Pontos | Posição |
| --------- | --------------------------------------------------------------- | ------------------------------------ | -------- | -------- | ----- | -------- | ------ | ------ | ------- |
| 2004      | Panoz Racing Series (classe GT)                                 | TBA                                  | 2        | 0        | 0     | 0        | 0      | 9      | 9th     |
| 2006      | Toyota Pro/Celebrity Race (classe Pro)                          | TBA                                  | 1        | 0        | TBA   | TBA      | 1      | N/A    | 2nd     |
| 2007      | 2007 Rolex Sports Car Series (classe GT)                        | Hyper Sport                          | 1        | 0        | 0     | 0        | 0      | 21     | 82nd    |
| 2008      | 2008 Rolex Sports Car Series (classe GT)                        | Hyper Sport                          | 9        | 0        | 0     | 0        | 0      | 143    | 30th    |
| 2009      | 2009 Rolex Sports Car Series (classe GT)                        | Dempsey Racing                       | 7        | 0        | 0     | 0        | 0      | 143    | 20th    |
| 2009      | 24 Horas de Le Mans de 2009 (classe GT2)                        | Advanced Engineering Team Seattle    | 1        | 0        | 0     | 0        | 0      | N/A    | 9th     |
| 2010      | 2010 Rolex Sports Car Series (classe GT)                        | Dempsey Racing                       | 4        | 0        | 0     | 0        | 0      | 89     | 29th    |
| 2010      | 2010 Continental Tire Sports Car Challenge (classe ST)          | Freedom Autosport                    | 1        | 0        | 0     | 0        | 0      | 9      | 90th    |
| 2011      | 2011 Rolex Sports Car Series (classe GT)                        | Dempsey Racing                       | 11       | 0        | 0     | 0        | 1      | 226    | 11th    |
| 2012      | 2012 Continental Tire Sports Car Challenge (classe GS)          | Multimatic Motorsports               | 2        | 0        | 0     | 0        | 0      | 0      | NC      |
| 2012      | 2012 Rolex Sports Car Series (classe GT)                        | Dempsey Racing                       | 9        | 0        | 0     | 0        | 0      | 138    | 24th    |
| 2012      | 2012 American Le Mans Series (classe LMP2)                      | Dempsey Racing                       | 5        | 0        | 0     | 0        | 2      | 53     | 3rd     |
| 2012      | Maserati Trofeo World Series                                    | TBA                                  | 2        | 0        | 0     | 0        | 0      | 0      | NC      |
| 2013      | American Le Mans Series (classe GTC)                            | Dempsey Racing/Del Piero             | 10       | 0        | 0     | 0        | 3      | 87     | 7th     |
| 2013      | 24 Horas de Le Mans de 2013 (classe GTE Am)                     | Dempsey Del Piero-Proton Competition | 1        | 0        | 0     | 0        | 0      | N/A    | 4th     |
| 2014      | Temporada da United SportsCar Championship de 2014 (classe GTD) | Dempsey Racing                       | 8        | 0        | 0     | 0        | 1      | 134    | 18th    |
| 2014      | 24 Horas de Le Mans de 2014 (classe GTE Am)                     | Dempsey Racing-Proton Competition    | 1        | 0        | 0     | 0        | 0      | N/A    | 5th     |
| 2014      | 2014 Porsche Supercup                                           | Porsche AG                           | 1        | 0        | 0     | 0        | 0      | 0‡     | NC‡     |
| 2015      | Campeonato Mundial de Endurance da FIA de 2015 (classe GTE Am)  | Dempsey Racing-Proton Competition    | 7        | 1        | 1     | 0        | 2      | 116    | 6th     |
| 2015      | 24 Horas de Le Mans de 2015 (classe GTE Am)                     | Dempsey Racing-Proton Competition    | 1        | 0        | 0     | 0        | 1      | N/A    | 2nd     |
| 2015      | 2015 Porsche Supercup                                           | Porsche AG                           | 1        | 0        | 0     | 0        | 0      | 0‡     | NC‡     |
| 2015      | Temporada da United SportsCar Championship de 2015 (classe GTD) | Wright Motorsports                   | 1        | 0        | 0     | 0        | 1      | 31     | 33rd    |

‡ Não elegível para pontos.

### Resultados das 24 Horas de Le Mans
| Ano  | Equipe                            | Co-pilotos                  | Carro               | Classe | Voltas | Pos. | Class Pos. |
| ---- | --------------------------------- | --------------------------- | ------------------- | ------ | ------ | ---- | ---------- |
| 2009 | Advanced Engineering Team Seattle | Don Kitch, Jr. Joe Foster   | Ferrari F430 GT2    | GT2    | 301    | 30th | 9th        |
| 2013 | Dempsey Del Piero-Proton          | Joe Foster Patrick Long     | Porsche 997 GT3 RSR | GTE Am | 305    | 28th | 4th        |
| 2014 | Dempsey Racing-Proton             | Joe Foster Patrick Long     | Porsche 911 RSR     | GTE Am | 329    | 24th | 5th        |
| 2015 | Dempsey-Proton Racing             | Patrick Long Marco Seefried | Porsche 911 RSR     | GTE Am | 330    | 22nd | 2nd        |

### Resultdos completos da Rolex Sports Car Series
(chave) (Os resultados são gerais/classe)
| Ano  | Entrada        | Classe | Chassis       | Motor                | 1         | 2          | 3          | 4         | 5         | 6         | 7         | 8         | 9         | 10        | 11        | 12        | 13        | Classificação | Pontos |
| ---- | -------------- | ------ | ------------- | -------------------- | --------- | ---------- | ---------- | --------- | --------- | --------- | --------- | --------- | --------- | --------- | --------- | --------- | --------- | ------------- | ------ |
| 2007 | Hyper Sport    | GT     | Mazda RX-8 GT | Mazda 2.0L 3-Rotores | DAY       | MEX        | HOM        | VIR       | LGA       | LIM       | WGL       | MDO       | DAY       | IOW       | BAR       | MON       | MIL 27/10 | 82nd          | 21     |
| 2008 | Hyper Sport    | GT     | Mazda RX-8 GT | Mazda 2.0L 3-Rotores | DAY 39/24 | HOM 27/14  | MEX        | VIR       | LGA       | LIM       | WGL 36/19 | MDO 24/12 | DAY 25/11 | BAR 28/14 | MON 26/9  | NJ 33/19  | MIL 26/14 | 30th          | 143    |
| 2009 | Dempsey Racing | GT     | Mazda RX-8 GT | Mazda 2.0L 3-Rotores | DAY 35/22 | VIR        | NJ 15/7    | LGA 22/10 | WGL 21/7  | MDO 18/6  | DAY 26/11 | BAR       | WGL       | MON       | MIL       | HOM 28/11 |           | 20th          | 143    |
| 2010 | Dempsey Racing | GT     | Mazda RX-8 GT | Mazda 2.0L 3-Rotores | DAY 13/6  | HOM 21/7   | BAR 21/10  | VIR 23/12 | LIM       | WGL       | MDO       | DAY       | NJ        | WGL       | MON       | MIL       |           | 29th          | 89     |
| 2011 | Dempsey Racing | GT     | Mazda RX-8 GT | Mazda 2.0L 3-Rotores | DAY 14/3  | HOM 31/18† | BAR 18/8   | VIR 21/13 | LIM 20/11 | WGL 15/9  | ELK       | LGA 23/13 | NJ 16/9   | WGL 22/11 | MON 21/11 | MDO 21/11 |           | 11th          | 226    |
| 2012 | Dempsey Racing | GT     | Mazda RX-8 GT | Mazda 2.0L 3-Rotores | DAY 21/10 | BAR 21/13  | HOM 21/14† | NJ        | BEL 25/16 | MDO 18/10 | ELK 17/11 | WGL 26/16 | IMS 31/21 | WGL       | MON       | LGA 23/13 | LIM       | 24th          | 138    |

† Não completou voltas suficientes para marcar pontos.

### Resultados completos do COntinental Tire Sports Car Challenge
(chave) (Os resultados são gerais/classe)
| Ano  | Entrada                | Classe | Chassis              | Pneus | 1         | 2         | 3   | 4   | 5   | 6   | 7   | 8   | 9   | 10  | Classificação | Pontos |
| ---- | ---------------------- | ------ | -------------------- | ----- | --------- | --------- | --- | --- | --- | --- | --- | --- | --- | --- | ------------- | ------ |
| 2010 | Freedom Autosport      | ST     | Mazdaspeed3          | C     | DAY 47/22 | HOM       | BAR | VIR | LIM | WGL | MDO | NJ  | TRO | MIL | 90th          | 9      |
| 2012 | Multimatic Motorsports | GS     | Aston Martin Vantage | C     | DAY 63/32 | BAR 72/32 | HOM | NJ  | MDO | ELK | WGL | IMS | LGA | LIM | NC‡           | 0‡     |

‡ Como Dempsey era um motorista convidado, ele não era elegível para pontuar.

### Resultados completos da Maserati Trofeo World Series
(chave)
| Ano  | 1     | 2     | 3     | 4     | 5     | 6     | 7     | 8     | 9     | 10    | 11      | 12    | 13        | 14    | 15    | DC  | Pontos |
| ---- | ----- | ----- | ----- | ----- | ----- | ----- | ----- | ----- | ----- | ----- | ------- | ----- | --------- | ----- | ----- | --- | ------ |
| 2012 | JAR 1 | JAR 2 | ALG 1 | ALG 2 | ALG 3 | IMO 1 | IMO 2 | IMO 3 | LEC 1 | LEC 2 | SON 1 6 | SON 2 | SON 3 Ret | SHA 1 | SHA 2 | NC‡ | 0‡     |

‡ Como Dempsey era um motorista convidado, ele não era elegível para pontuar.

### Resultados completos da American Le Mans Series
(chave) (Os resultados são gerais/classe)
| Ano  | Entrada                  | Classe | Chassis             | Motor                | Pneus | 1        | 2        | 3        | 4        | 5        | 6        | 7        | 8        | 9        | 10        | Classificação | Pontos |
| ---- | ------------------------ | ------ | ------------------- | -------------------- | ----- | -------- | -------- | -------- | -------- | -------- | -------- | -------- | -------- | -------- | --------- | ------------- | ------ |
| 2012 | Dempsey Racing           | LMP2   | Lola B12/87         | Judd-BMW HK 3.6 L V8 | M     | SEB      | LBH      | LGA 30/4 | LIM 7/3  | MOS      | MDO 9/4  | ELK 9/2  | BAL      | VIR      | ATL Ret   | 3rd           | 53     |
| 2013 | Dempsey Racing/Del Piero | GTC    | Porsche 997 GT3 Cup | Porsche 4.0 L Flat-6 | Y     | SEB 29/6 | LBH 26/6 | LGA 21/2 | LIM 30/7 | MOS 25/4 | ELK 27/4 | BAL 16/4 | AUS 23/3 | VIR 23/6 | ATL 23/2† | 7th           | 87     |

† Não completou voltas suficientes para marcar pontos.

### Resultados completos do Unite SportsCar Chamopionship
(chave) (Os resultados são gerais/classe)
| Ano  | Entrada            | Classe | Chassis                | Motor                | 1         | 2         | 3         | 4   | 5         | 6         | 7        | 8         | 9        | 10        | 11         | Classificação | Pontos |
| ---- | ------------------ | ------ | ---------------------- | -------------------- | --------- | --------- | --------- | --- | --------- | --------- | -------- | --------- | -------- | --------- | ---------- | ------------- | ------ |
| 2014 | Dempsey Racing     | GTD    | Porsche 911 GT America | Porsche 4.0 L Flat-6 | DAY 50/24 | SEB 42/15 | LGA 27/20 | BEL | WGL 23/4† | MOS 27/11 | IMS 34/9 | ELK 40/13 | VIR 10/3 | AUS 41/14 | ATL 49/18† | 24th          | 153    |
| 2015 | Wright Motorsports | GTD    | Porsche 911 GT America | Porsche 4.0 L Flat-6 | DAY 13/3  | SEB       | LGA       | BEL | WGL       | LIM       | ELK      | VIR       | AUS      | ATL       |            | 33rd          | 31     |

† Não completou voltas suficientes para marcar pontos.
* Temporada ainda em andamento.

### Resultados completos da Porsche Supercup
(chave)
| Ano  | Equipe     | 1   | 2   | 3   | 4   | 5      | 6      | 7      | 8   | 9   | 10  | 11  | DC  | Pontos |
| ---- | ---------- | --- | --- | --- | --- | ------ | ------ | ------ | --- | --- | --- | --- | --- | ------ |
| 2014 | Porsche AG | ESP | MON | AUT | GBR | GER 23 | HUN    | BEL    | ITA | USA | USA |     | NC‡ | 0‡     |
| 2015 | Porsche AG | ESP | MON | AUT | GBR | HUN    | BEL 29 | BEL 23 | ITA | ITA | USA | USA | NC‡ | 0‡     |

‡ Como Dempsey era um motorista convidado, ele não era elegível para pontuar.

### Resultados completos do Campeonato Mundial de Resistência da FIA
| Ano  | Entrada               | Classe   | Carro           | Motor                | 1     | 2     | 3     | 4     | 5     | 6     | 7     | 8   | Classificação | Pontos |
| ---- | --------------------- | -------- | --------------- | -------------------- | ----- | ----- | ----- | ----- | ----- | ----- | ----- | --- | ------------- | ------ |
| 2015 | Dempsey Racing-Proton | LMGTE Am | Porsche 911 RSR | Porsche 4.0 L Flat-6 | SIL 6 | SPA 5 | LMS 2 | NÜR 4 | COA 4 | FUJ 1 | SHA 4 | BHR | 6th           | 116    |

## Outros empreendimentos

### Trabalho promocional
Ele foi o rosto da L'Oréal e Versace e foi destaque em anúncios de óculos de sol Serengeti. Em novembro de 2008, ele lançou uma fragrância Avon chamada Unscripted. Em junho de 2009, o Women's Wear Daily relatou o lançamento de uma segunda fragrância da Avo chamada Patrick Dempsey 2. A fragrância foi reconhecida como "Marca Privada/Venda Direta Masculina" para o FiFi Awards de 2010. Em 29 de setembro de 2012, a empresa de cabo mexicana Cablemás, Megacable e a Cablevisión da cidade do México lançaram uma campanha publicitária apresentando Dempsey como o interesse amoroso de uma trabalhadora doméstica que encontra seu perfil em um site de namoro online.
A partir de 2013, Patric Dempsey tornou-se o rosto da Silhouette, promovendo a moda de óculos da Áustria. A partir de janeiro de 2017, Dempsey aparece para a Vodafone Itália e aparece em alguns anúncios italianos sobre isso. Em 2018, a Bleusalt, uma marca de moda com sede em Malibu, lançou uma linha de roupas desenhada pelo ator.

### Interesses comerciais
Em janeiro de 2013, Dempsey anunciou que sua empresa (Global Baristas) havia garantido a oferta vencedora para comprar a Tully's Coffee, com sede em  Seattle, que entrou com pedido de proteção contra falência do Capítulo 11 em outubro. A oferta de US$ 9,15 milhões de Dempsey foi suficiente para garantir a Tully's sobre as ofertas de seis outros, incluindo a Starbucks. A empresa de Dempsey controlará 47 locais da Tully na área de Seattle, mas não o negócio online que foi comprado pela Green Mountain Coffee Roasters em 2009.
Após uma disputa legal com o grupo de investidores Global Baristas, Dempsey deixou o grupo, deixando oficialmente suas posições gerenciais na Tully's. Dempsey entrou com uma ação em nome da Global Baristas, alegando que Michael Avenatti emprestou US $ 2 milhões contra os ativos de Tully sem informar Dempsey, em vez de financiar totalmente a cadeia de café como foi prometido, chamando a taxa de juros de 15% do empréstimo de "exorbitante" e processou Avenatti para financiar as operações de Tully e atender suas necessidades de capital de giro, bem como quanto a quaisquer danos devidos à empresa. Logo depois, o escritório do advogado de Dempsey emitiu um comunicado dizendo que a parceria foi dissolvida e que Dempsey desejou ao advogado e à empresa "tudo de bom". Avenatti afirmou que a disputa foi um "mal-entendido" e continuará operando com outros investidores e novos administradores.

### Filantropia
Em 1997, a mãe de Dempsey, Amanda, foi diagnosticada com câncer, que posteriormente recaiu cinco vezes. Em 24 de março de 2014, ela morreu em Lewiston, Maine, aos 79 anos. Em resposta às crises do câncer de sua mãe, Dempsey ajudou a iniciar o Patrick Dempsey Center no Central Maine Medical Center em Lewiston. Em outubro de 2009, quando Dempsey introduziu o primeiro Dempsey Challenge, as incrições foram encerradas após atingir a meta de 3.500 ciclistas, corredores e caminhantes. O evento arrecadou mais de US $ 1 milhão para o centro de câncers. Sua mãe estava no meio da multidão quando Dempsey terminou seu passeio de 50 milhas. Desde então, o Challenge tornou-se um evento anual de outubro apresentado pela Amgen na área de Lewiston-Auburn. Em 28 de maio de 2017, Dempsey recebeu um doutorado honorário do Bates College em sua cidade natal, Lewiston, Maine, por sua filantropia na cidade e financiamento do "Dempsey Center - a poucos quarteirões do campus Bates".
Dempsey recebeu um doutorado honorário pelo Bowdoin College em 2013 por seu trabalho filantrópico. Seu personagem em Grey's Anatomy, Derek Shepherd, foi escrito como um graduado em Bowdoin depois que um ex-aluno liderou uma petição assinada por mais de 450 alunos para "adotar" o personagem como ex-aluno.

## Vida pessoal
Dempsey foi diagnosticado com dislexia aos 12 anos. Como resultado, é necessário que ele memorize todas as suas falas para se apresentar, mesmo para audições em que é improvável que ele consiga o papel.
A Entertainment Weekly colocou o cabel de Dempsey em sua lista de "melhores" do final da década, dizendo: "O que fez de Grey's Anatomy um mega-hit? Poderia ter algo a ver com a escrita afiada de bisturi da criadora Shonda Rhimes. ... ou o cabelo de homem incrivelmente luxuoso de McDreamy. Apenas dizendo." Em 2005, a revista People o classificou em segundo lugar em sua lista anual de "Homens mais sexy do mundo" e novamente em 2006.
Dempsey foi casado duas vezes. Em 24 de agosto de 1987, ele se casou com sua gerente, atriz e treinadorade atuação, Rochelle "Rocky" Parker, quando ele tinha 21 anos e ela 48. Ela apareceu com Dempsey no filme In the Mood. Embora tenha sido relatado que Dempsey se casou com a mãe de seu melhor amigo, ele disse que se tornou o melhor amigo do filho de Parker somente depois que ele se envolveu romanticamente com Parker. O casal se divorciou em 26 de abril de 1994. Ela morreu em 2014.
Em 31 de julho de 1999, Dempsey se casou com Jillian Fink. O casal tem três filhos. Em janeiro de 2015, Fink pediu o divórcio, mas o casal se reconciliou no final do ano. Eles cancelaram o divórcio em 12 de novembro de 2016.
Dempsey é um torcedor do clube de futebol escocês Rangers FC por causa de sua ascendência escocesa por meio de seu avô adotivo.

## Filmografia

### Filmes
| Ano  | Título                         | Função                               | Notas             |
| ---- | ------------------------------ | ------------------------------------ | ----------------- |
| 1985 | The Stuff                      | Comprador de Material Subterrâneo #2 | Não creditado     |
| 1985 | Heaven Help Us                 | Corbet                               |                   |
| 1986 | A Fighting Choice              | Kellin Taylor                        |                   |
| 1986 | Meatballs III: Summer Job      | Rudy Gerner                          |                   |
| 1987 | Can't Buy Me Love              | Ronald Miller                        |                   |
| 1987 | In the Mood                    | Ellsworth 'Sonny' Wisecarver         |                   |
| 1988 | Some Girls                     | Michael                              |                   |
| 1988 | In a Shallow Grave             | Potter Daventry                      |                   |
| 1989 | Loverboy                       | Randy Bodek                          |                   |
| 1989 | ppy Together                   | Christopher Wooden                   |                   |
| 1990 | Coupe de Ville                 | Robert 'Bobby' Libner                |                   |
| 1991 | Mobsters                       | Meyer Lansky                         |                   |
| 1991 | Run                            | Charlie Farrow                       |                   |
| 1993 | Bank Robber                    | Billy                                |                   |
| 1993 | Face the Music                 | Charlie Hunter                       |                   |
| 1994 | With Honors                    | Everett Calloway                     |                   |
| 1994 | Ava's Magical Adventure        | Jeffrey                              | Também diretor    |
| 1995 | Outbreak                       | Jimbo Scott                          |                   |
| 1997 | Hugo Pool                      | Floyd Gaylen                         |                   |
| 1998 | Denial                         | Sam                                  |                   |
| 1998 | The Escape                     | Clayton                              |                   |
| 2000 | Scream 3                       | Det. Mark Kincaid                    |                   |
| 2002 | Sweet Home Alabama             | Andrew Hennings                      |                   |
| 2002 | The Emperor's Club             | Mais velho Louis Masoudi             |                   |
| 2003 | Lucky 7                        | Peter Connor                         |                   |
| 2004 | Iron Jawed Angels              | Ben Weissman                         |                   |
| 2006 | Brother Bear 2                 | Kenai (voz)                          | direto para vídeo |
| 2007 | Freedom Writers                | Scott Casey                          |                   |
| 2007 | Enchanted                      | Robert Philip                        |                   |
| 2008 | Made of Honor                  | Tom Bailey                           |                   |
| 2010 | Valentine's Day                | Harrison Copeland                    |                   |
| 2011 | Transformers: Dark of the Moon | Dylan Gould                          |                   |
| 2011 | Flypaper                       | Tripp                                | Também produtor   |
| 2013 | Ushi Must Marry                | Himself                              |                   |
| 2016 | Bridget Jones's Baby           | Jack Qwant                           |                   |
| 2019 | The Art of Racing in the Rain  | —                                    | Produtor          |
| 2022 | Disenchanted                   | Robert Philip                        |                   |
| 2023 | Ferrari                        | Piero Taruffi                        |                   |

### Televisão
| Ano                  | Título                                   | Função             | Notas                                                      |
| -------------------- | ---------------------------------------- | ------------------ | ---------------------------------------------------------- |
| 1986                 | Fast Times                               | Mike Damone        | 7 episódios                                                |
| 1986                 | A Fighting Choice                        | Kellin Taylor      | Filme de televisão                                         |
| 1989                 | The Super Mario Bros. Super Show!        | The Plant (voz)    | Episódio: Super Plant/The Pied Koopa                       |
| 1993                 | JFK: Reckless Youth                      | John F. Kennedy    | Minissérie                                                 |
| 1996                 | The Right to Remain Silent               | Tom Harris         | Filme                                                      |
| 1996                 | A Season in Purgatory                    | Harrison Burns     | Minissérie                                                 |
| 1997                 | 20,000 Leagues Under the Sea             | Pierre Arronax     | Minissérie                                                 |
| 1998                 | Jeremiah                                 | Jeremiah           | Filme                                                      |
| 1998                 | Crime and Punishment                     | Raskolnikov        | Filme                                                      |
| 2000–2001            | Will & Grace                             | Matthew            | 3 episódios                                                |
| 2000; 2002           | Once and Again                           | Aaron Brooks       | 4 episódios                                                |
| 2001                 | Blonde                                   | Cass Bulut         | Filme                                                      |
| 2003                 | Lucky 7                                  | Peter Connor       | Filme                                                      |
| 2003                 | Karen Sisco                              | Carl Wilkens       | Episódio: Blown Away                                       |
| 2004                 | Iron Jawed Angels                        | Ben Weissman       | Filme                                                      |
| 2004                 | The Practice                             | Dr. Paul Stewart   | 3 episódios                                                |
| 2005–2015, 2020–2021 | Grey's Anatomy                           | Dr. Derek Shepherd | Papel principal (temporada 1–11) Recorrente (temporada 17) |
| 2009 2012            | Private Practice                         | Dr. Derek Shepherd | 2 episódios                                                |
| 2017                 | Red Nose Day Actually                    | marido de Sara     | Curta-metragem                                             |
| 2018                 | The Truth About the Harry Quebert Affair | Harry Quebert      | Minissérie                                                 |
| 2020                 | Devils                                   | Dominic Morgan     | Papel principal                                            |
| TBD                  | Ways & Means                             | TBD                | Papel principal Também produtor executivo                  |